# Тилевиці
Тилевиці (пол. Tylewice, нім. Tillendorf) — село в Польщі, у гміні Всхова Всховського повіту Любуського воєводства.
Населення — 536 осіб (2011).
У 1975-1998 роках село належало до Лешненського воєводства.

## Демографія
Демографічна структура станом на 31 березня 2011 року:
|          | Загалом | Допрацездатний вік | Працездатний вік | Постпрацездатний вік |
| -------- | ------- | ------------------ | ---------------- | -------------------- |
| Чоловіки | 275     | 61                 | 196              | 18                   |
| Жінки    | 261     | 60                 | 157              | 44                   |
| Разом    | 536     | 121                | 353              | 62                   |